# Around40 〜サマフォー〜
『Around40 〜サマフォー〜』（サマフォー）は、エスエムイーレコーズから発売されたオムニバス・アルバム。2009年6月17日発売。
2008年発売『Around40』コンピレーションシリーズ第二弾。

## 収録曲
1. 夏を待ちきれなくて / TUBE (4:34)
作詞：前田亘輝　作曲：春畑道哉　編曲：TUBE
TBS系『ムーブ』エンディングテーマ
2. 世界でいちばん熱い夏 / PRINCESS PRINCESS (3:43)
作詞：富田京子　作曲：奥居香
テレビ朝日系『世界どっきりウォッチ』エンディングテーマ
3. 私の夏 / 森高千里 (4:17)
作詞：森高千里　作曲・編曲：斉藤英夫
全日空沖縄キャンペーンソング
4. 夏の扉 / 松田聖子 (3:30)
作詞：三浦徳子　作曲：財津和夫　編曲：大村雅朗
5. モニカ / 吉川晃司 (3:38)
作詞：三浦徳子　作曲：NOBODY　編曲：大村雅朗
映画「すかんぴんウォーク」主題歌
6. アクアマリンのままでいて / カルロス・トシキ&オメガトライブ (4:30)
作詞：売野雅勇　作曲：和泉常寛　編曲：新川博
フジテレビドラマ『抱きしめたい!』オープニングテーマ
7. ふたりの夏物語 -NEVER ENDING SUMMER- / 杉山清貴&オメガトライブ (4:00)
作詞：康珍化　作曲・編曲：林哲司
日本航空「JALPAK'85」CMソング
8. ラストショー / 浜田省吾 (5:25)
作詞・作曲：浜田省吾　編曲：星勝
1991年発売セルフカバーアルバム『EDGE OF THE KNIFE』バージョンで収録。
9. 夏のクラクション / 稲垣潤一 (3:49)
作詞：売野雅勇　作曲：筒美京平　編曲：井上鑑
富士フイルムカセットテープ『GT-I』CMソング
10. 夢をあきらめないで / 岡村孝子 (4:40)
作詞・作曲：岡村孝子　編曲：田代修二
武蔵高等予備校コマーシャルソング
11. MOON (remixed edition) / レベッカ (4:43)
作詞：NOKKO　作曲：土橋安騎夫　編曲：レベッカ
1999年発売セルフカバーアルバム『Complete Edition』バージョンで収録。
12. LA・LA・LA LOVE SONG / 久保田利伸 with ナオミ・キャンベル (4:48)
作詞・作曲：久保田利伸　編曲：柿崎洋一郎
フジテレビ系テレビドラマ『ロングバケーション』主題歌
13. あなたに会えてよかった / 小泉今日子 (4:05)
作詞：小泉今日子　作曲・編曲：小林武史
TBS系ドラマ『パパとなっちゃん』主題歌
14. サマータイムブルース / 渡辺美里 (5:19)
作詞・作曲：渡辺美里　編曲：奈良部匠平
明治安田生命「スーパーライフ」CMソング
15. 夏の終りのハーモニー / 井上陽水・安全地帯 (4:27)
作詞：井上陽水　作曲：玉置浩二　編曲：星勝+安全地帯+中西康晴